# Demopsestis
Demopsestis és un gènere de papallones nocturnes de la subfamília Thyatirinae de la família Drepanidae.

## Taxonomia
- Demopsestis formosana Yoshimoto, 1983
- Demopsestis mahendrai Yoshimoto, 1993
- Demopsestis punctigera (Butler, 1885)
- Demopsestis yoshimotoi Laszlo, G.Ronkay, L.Ronkay i Witt, 2007